# Vorslunde Sogn
Vorslunde Sogn (bis 1. Oktober 2010: Vorslunde Kirkedistrikt  (dt.: Kirchenbezirk) im Give Sogn) ist eine Kirchspielsgemeinde (dän.: Sogn)  im südlichen Dänemark. Bis zum 1. Oktober 2010 war sie lediglich ein Kirchenbezirk im Give Sogn. Als zu diesem Termin sämtliche Kirchenbezirke Dänemarks aufgelöst wurden, wurde sie ein selbständiges Sogn.
Im Kirchspiel leben 147 Einwohner (Stand: 1. Januar 2023). Im Kirchspiel liegt die Kirche „Vorslunde Kirke“.

## Geschichte
Bis 1970 gehörte Give Sogn zur Harde Norvang Herred im damaligen Vejle Amt, danach zur Give Kommune im erweiterten Vejle Amt, die im Zuge der  Kommunalreform zum 1. Januar 2007 in der Vejle Kommune in der Region Syddanmark aufgegangen ist.